# Amaño de combates en sumo profesional
El amaño de combates es una problemática que viene afectando al sumo profesional desde hace varias décadas. Dada la enorme brecha salarial entre un rikishi que pertenece a la división jūryō, uno que pertenece a Makuuchi y uno que pertenece al sanyaku (komusubi,sekiwake,ozeki,yokozuna), y también al dinero entregado por campeonatos y premios especiales, se han reportado casos de yaochō (corrupción, combates arreglados) en el sumo profesional durante años. En el 2011 finalmente  se comprobó la veracidad de estas acusaciones gracias a una investigación iniciada por la policía japonesa y la Asociación Japonesa de Sumo. La sólida estructura jerárquica que tiene este deporte, en la cual los rikishi de más rango obtienen numerosos beneficios en cuanto a salario, condiciones y prestigio por encima de los de menor rango, ha influenciado bastante en esta práctica. Se alega que una de las razones más comunes para realizar yaochō  es para mantener vigentes las carreras de los luchadores de más alto rango y ayudar con promociones a rikishi de menor nivel.

## Especulación previa
En el libro The Joy of Sumo: A Fan's Notes (Charles E. Tuttle, 1991) David Benjamin encontró que en un lapso de diez basho entre los años 1989 y 1990, rikishi que llegaron al día final con un récord de 7-7 terminaron con porcentaje de victorias muy alto, y a su vez, poco probable (39-9). Benjamin ofreció más evidencia de esto, pero su análisis del día 15 llamado "The Last-Day Blues" representa el primer intento de demostrar estadísticamente que casi con total seguridad hubo convenios y tratos para permitir que ciertos rikishi que llegaban al día 15 con un récord de 7-7 lograran el tan ansiado kachi-koshi (Más victorias que derrotas), lo cual evitaba que estos fueran degradados a un rango menor en el siguiente torneo.  
En el año 2002, Steven Levitt y Mark Duggan expandieron la investigación de Benjamin, pero en ningún momento citaron ni le dieron el respectivo crédito al libro The Joy of Sumo. Publicaron un documento usando econometría para demostrar que la corrupción en el sumo existe. En la investigación, que se popularizó en el libro de Levitt llamado Freakonomics, se encontró que un 70% de los rikishi con records de 7-7 ganaron su combate final el día 15. El porcentaje de victorias parecía aumentar si ambos luchadores ya tenían un historial de combates entre ambos, y decrecer si el luchador estaba a punto de retirarse. También se encontró que la estadística estaba sumamente desbalanceada, ya que como se mencionó, los rikishi con record de 7-7 ganaron en un 70% de las ocasiones cuando la estadística dictaba que la verdadera probabilidad de victoria era de un 48.7%. Al igual que Benjamin, Levitt y Duggan concluyeron que aquellos luchadores que ya tenían 8 victorias confabularon con los de 7-7 para dejarlos ganar debido a que los primeros ya tenían asegurado su kachi-koshi, y por consiguiente, su rango.  
Hubo quienes defendieron la estadística del 70% de victorias de los 7-7 mostrada en Freakonomics , argumentando que se trataba de un asunto de motivación. Este planteamiento se basaba en que los 7-7 estaban mucho más motivados en conseguir una victoria para asegurar su rango e incluso adquirir una promoción. Por otro lado, los que ya habían conseguido más de ocho victorias carecían de esta motivación y por eso su desempeño era mucho más bajo. A pesar de esto, Levitt y Duggan mostraron pruebas todavía más contundentes que apoyaban la hipótesis del amaño. De acuerdo a su investigación, la estadística del 70% de victorias de los 7-7 bajaba drásticamente al 40% en el siguiente torneo cuando estos tenían que enfrentarse nuevamente al mismo rival 8-6 contra el que habían luchado y derrotado el torneo anterior. Gracias a esta estadística, los autores sugerían que pasar del 70% a 40% en solo un torneo hacía más evidente un amaño de los combates. Adicional a esto, encontraron que luego de que esta problemática hizo eco en los medios de comunicación, los 7-7 solo ganaron un 50% de sus combates contra rivales 8-6.

## Acusaciones previas
Cuando el ex rikishi Kōnoshin Suga, también conocido como Onaruto oyakata, y su ayudante Seiichiro Hashimoto denunciaron en 1996 problemáticas tales como arreglo de combates, uso de drogas, aventuras sexuales, evasión de impuestos y lazos con la mafia por parte de algunos luchadores, estos fueron encontrados muertos bajo circunstancias no establecidas.  Estas muertes se presentaron con horas de diferencia y en el mismo hospital. En los 80s y 90s,  La revista Shūkan Gendai publicó una serie de artículos en los cuales se afirmaba que una gran mayoría de los combates de sumo estaban arreglados.
En el 2000, el exluchador Keisuke Itai dijo que hasta un 80% de los combates de sumo estaban amañados. En el 2007 Shūkan Gendai  reportó que el Yokozuna Asashōryū  había estado pagando a otros rikishi para que aceptaran perder combates ante el. Luego de esto, un tribunal ordenó a Kōdansha, la editorial de la revista, a pagar 44 millones de yenes a la Asociación de Sumo Japonesa por dichas acusaciones y perjuicios a su reputación.
En septiembre de 2008, el ex rikishi Wakanohō, expulsado por consumo de cannabis, afirmó que fue obligado a aceptar sobornos para perder combates. Entre los implicados se encontraban el ōzeki Kotoōshū, luego el luchador de jūryō Kasuganishiki y más tarde los ōzeki Kaiō y Chiyotaikai. Wakanohō se retractó de sus declaraciones, pero en 2011, cuando el escándalo de los combates arreglados salió a la luz, volvió a tomar la ofensiva y retomó sus acusaciones.

## Investigación de 2011
En febrero de 2011, el Ministerio de Educación, Cultura, Deportes, Ciencia y Tecnología de Japón en conjunto con la Agencia Nacional de Policía anunciaron que en una investigación que se estaba llevando a cabo por apuestas en béisbol por parte de luchadores, descubrieron mensajes de texto que indicaban que algunos combates de sumo habían sido arreglados. Presuntamente, 14 rikishi y oyakata estaban involucrados. Tres luchadores, Chiyohakuho, Kasuganishiki y Enatsukasa, admitieron haber amañado combates. Como resultado de la investigación, los directivos de la Asociación de Sumo Japonesa convocaron a una reunión extraordinaria en la cual se decidió cancelar el Haru-basho que tendría lugar en Osaka en marzo de 2011. La última vez que un torneo de sumo había sido cancelado fue en 1946, en aquella época el Ryōgoku Kokugikan estaba siendo remodelado  debido a los grandes daños que había sufrido en la Segunda Guerra Mundial. El torneo fue cancelado ya que las obras no se completaron en el plazo establecido. Al mismo tiempo, un torneo de exhibición que iba a tomar lugar en la Prefectura de Akita el 8 de agosto de 2011 fue cancelado.
Al final de la investigación, 23 luchadores fueron hallados culpables y seguidamente expulsados por amaño de combates. En mayo de 2011, el comité de investigación de la Asociación de Sumo comunicó que todo parecía indicar que esta práctica estaba ampliamente extendida y que a pesar de todos los esfuerzos, sería difícil descubrir cuál era realmente la profundidad de este problema y qué tanta gente estaba involucrada. Descubrir el problema se hizo mucho más difícil debido a otra confabulación que existe en el sumo llamada Koi ni yatta mukiryoku-zumo. Esta se refiere a luchadores que se dejan ganar combates pero en este caso sin dinero de por medio. Culturalmente, en el sumo (y en la cultura japonesa en general) el grupo está por encima del individuo, lo que significa que algunos rikishi son obligados por sus organizaciones (stable-heya) a perder combates para ayudar a rikishi de rango superior. Esta modalidad parece ser más aceptada entre los aficionados más tradicionales del deporte.
Acá la lista de los luchadores que admitieron amañar combates y que aceptaron su expulsión, sin contar los ya mencionados anteriormente: Asōfuji, Hakuba, Hoshihikari, Kasugaō, Kiyoseumi, Kirinowaka, Kōryū, Kotokasuga, Kyokunankai, Masatsukasa, Mōkonami, Sakaizawa, Shimotori, Shirononami, Tokusegawa, Toyozakura, Wakatenro, and Yamamotoyama. Aparte de estos, otros dos luchadores, Sōkokurai and Hoshikaze, jamás admitieron alguna participación en el amaño y tiempo después fueron expulsados. Más adelante Sōkokurai sería exonerado y reintegrado.

## Políticas para combatir el amaño de combates

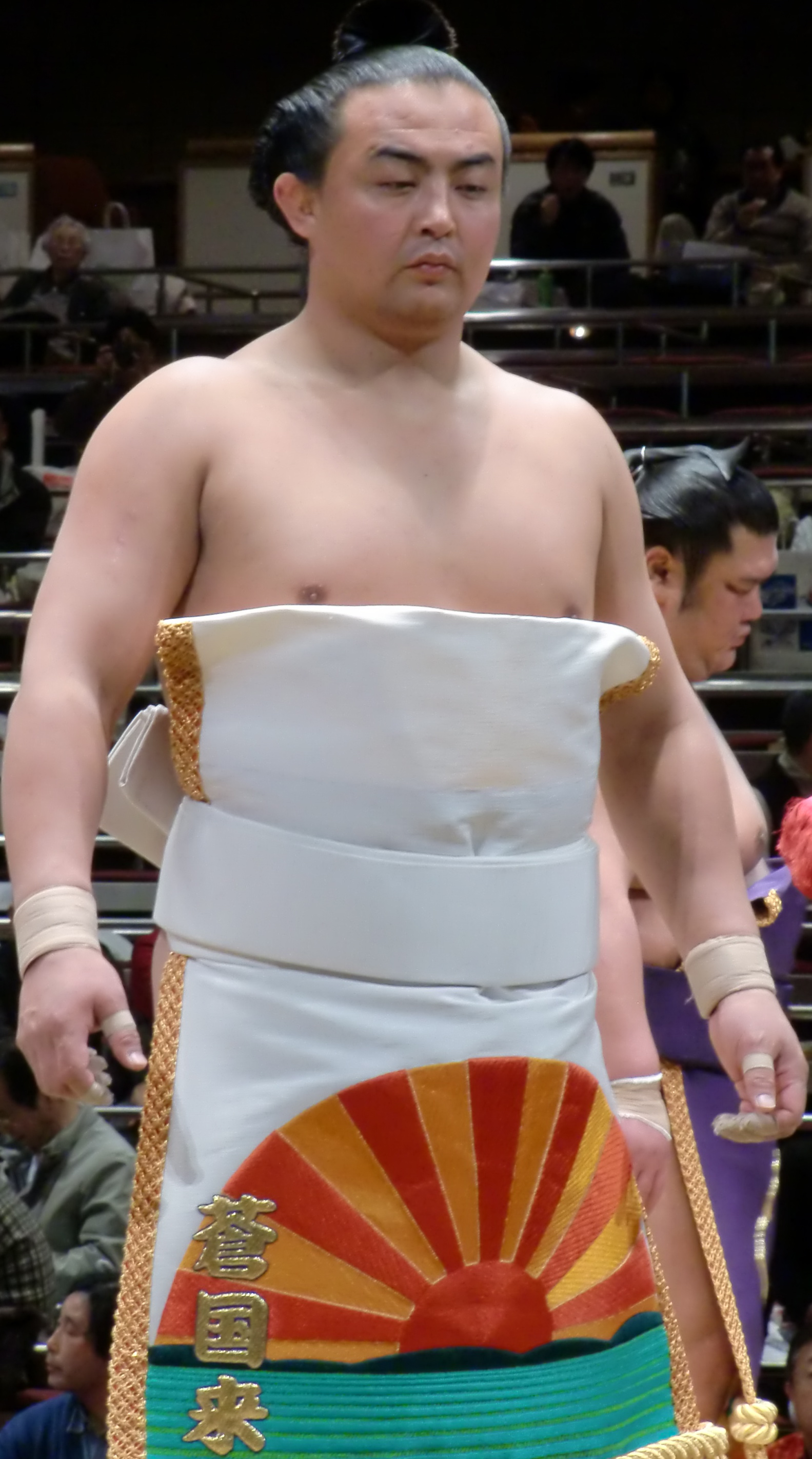
Sōkokurai en enero de 2010

Poco después del escándalo, en marzo de 2011, un comité formado por 8 miembros de la Asociación de Sumo presentó 6 recomendaciones, más adelante expandidas a 8, para evitar futuros casos de combates amañados:

1. Fortalecer y mejorar el comité de investigación.
2. Un sistema de regulaciones de conducta en los vestidores (donde muchos de los amaños y tratos supuestamente tuvieron lugar).
3. La creación de una línea telefónica anónima específicamente para reportar casos de amaño.
4. Ampliar las normas de disciplina para los luchadores.
5. Orientación y entrenamiento para los oyakata.
6. Orientación y educación para los rikishi.
7. Cuando un luchador se retira o ya de plano no asiste a un torneo de sumo por lesión, esto no se tiene en consideración y de igual manera se les descuenta salario y, dependiendo del rikishi, enfrenta una degradación. Esto aumenta la presión que poseen y se dice que es un factor que contribuye a que incurran en amaño. La recomendación propone un sistema de exención a los luchadores para este tipo de casos.
8. Incentivar el resurgimiento del espíritu competitivo en el sumo.

## Casos llevados a los juzgados
Dos de los luchadores acusados por la Asociación de sumo, Hoshikaze y Sōkokurai, nunca admitieron ningún delito por amaño pero aun así fueron expulsados cuando se rehusaron a pasar sus cartas de renuncia a las directivas de la Asociación. Ambos luchadores, separadamente, llevaron sus casos a los tribunales. Hoshikaze perdió en la corte en mayo de 2012 y cuando estableció una apelación al veredicto, esta también fue rechazada. Por otra parte, Sōkokurai ganó el caso y la Asociación decidió no apelar a dicha determinación. Sōkokurai fue reinsertado y reapareció en el Banzuke (lista de todas las divisiones y luchadores de sumo que pertenecen a la Asociación) para el torneo de julio de 2013, con su anterior rango restaurado.